# Denton (Norfolk)
Denton is een civil parish in het bestuurlijke gebied South Norfolk, in het Engelse graafschap Norfolk met 326 inwoners.